# Pierre Cardin Automotive

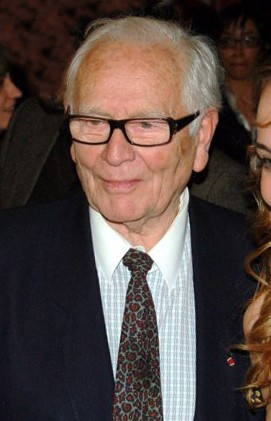
Couturier mit Bezügen zur Automobilindustrie: Pierre Cardin

Pierre Cardin Automotive war ein US-amerikanischer Automobilhersteller, der ab 1980 ein hochpreisiges Luxuscoupé mit der Bezeichnung Evolution I anbot. Das Unternehmen nutzte den Namen des französischen Modeschöpfers Pierre Cardin, dem die Urheberschaft am Entwurf der Karosserie dieses Fahrzeugs zugesprochen wurde. Der Evolution I war ein sogenanntes Boutique-Auto, d. h. ein Fahrzeug, das auf einem bekannten Großserienmodell beruhte und eine verfremdete Karosserie sowie eine exklusive Innenausstattung aufwies. Bis 1981 entstanden nur wenige Dutzend Exemplare, die bis 1982 verkauft wurden.

## Hintergrund und Geschichte
In den 1970er Jahren war es insbesondere auf dem amerikanischen Automobilmarkt eine gängige Praxis, Großserienfahrzeuge durch speziell gestaltete Ausstattungsvarianten aufzuwerten. Einige Hersteller verknüpften diese Sonderversionen mit den Namen bekannter Designer, die zusätzlich Exklusivität verleihen sollten. AMC führte dieses Konzept 1971 mit dem Hornet „Gucci“ ein; ein paar Jahre später übernahm es Lincoln für die teuren Modelle der Mark Series.
Auch Pierre Cardin beteiligte sich an diesen Aufwertungen und arbeitete dabei mit verschiedenen Fahrzeugherstellern zusammen. Eines seiner ersten Automobilprojekte war der Simca 1100 Cardin von 1969, eine Designstudie mit modifiziertem Heck und futuristischem Innenraum im Auftrag von Simca, ausgeführt von Chappe et Gessalin, die letztlich jedoch ein Einzelstück blieb. Es folgten in Kleinserie produzierte, veredelte Modelle mit seinem Namen wie der AMC Javelin „Pierre Cardin“ (1971–1973) oder – weit exklusiver – der in der Schweiz hergestellte Sbarro Stash Cardin von 1976. Drei Jahre später schließlich bot die amerikanische Luxusmarke Cadillac werksseitig eine „Pierre Cardin Edition“ genannte Ausstattungslinie der DeVille/Fleetwood-Reihe an.
Mit dem 1980 gegründeten Unternehmen Pierre Cardin Automotive ging der französische Modeschöpfer noch einen Schritt weiter: Sein Name wurde nun Bestandteil der Bezeichnung eines Automobilherstellers. Ob Cardin selbst an dem Unternehmen beteiligt war, ist ungeklärt. Pierre Cardin Automotive hatte den Geschäftssitz im World Trade Center in New York. Es vertrieb den Cardin Evolution I. Die sehr teuren Fahrzeuge ließen sich nur schwer absetzen. 1984 stellte das Unternehmen seine Tätigkeit ein. Ein Nachfolgemodell gab es nicht.

## Cardin Evolution I

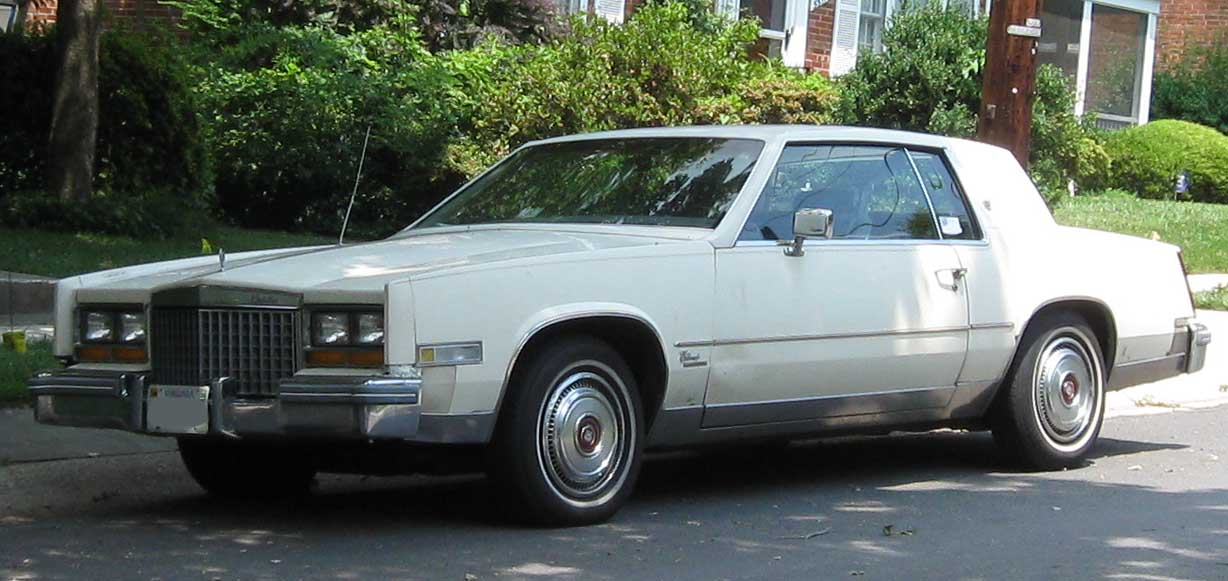
Das Ausgangsmodell: Cadillac Eldorado der 6. Generation

Basis des Evolution I war das Cadillac Eldorado Coupé in seiner 1978 vorgestellten, deutlich verkleinerten Form. Fahrwerk, Antriebstechnik und Fahrgastzelle wurden unverändert vom Ausgangsfahrzeug übernommen, ebenso wie die Verglasung und die wesentlichen Blechteile bis hin zu den Kotflügeln. Die Gestaltung der Front- und der Heckpartie sowie des Interieurs war dagegen eigenständig. Sie wurde Pierre Cardin zugeschrieben. Ob Cardin tatsächlich für das Design verantwortlich war, ist allerdings zweifelhaft.
Besonders auffällig war die überarbeitete Frontpartie des Evolution I. Anstelle des herkömmlichen Vorbaus fügte Cardin Automotive eine eigenständig gestaltete, mehr als 50 Zentimeter lange Einheit an, die die Linie der serienmäßigen Kotflügel leicht abfallend fortsetzte. Dadurch wuchs der vordere Überhang des Autos erheblich. Über die gesamte Breite der Wagenfront reichte ein aus waagerechten verchromten Streben gebildeter Kühlergrill; die Scheinwerfer waren hinter Klappen verborgen, die das Design des Grills fortsetzten. Insgesamt soll die Front des Evolution I weniger Chrom verwendet haben als die des serienmäßigen Cadillac Eldorado. Die vorderen Stoßstangen wurden vom Oldsmobile Toronado übernommen, der auf der gleichen Plattform basierte wie der Eldorado und nahezu identische Dimensionen aufwies.
Auch die Heckpartie des Evolution I war neu gestaltet. Statt der schmalen senkrechten Heckleuchten trug der Evolution I ein schmales Leuchtenband, das oberhalb des Kfz-Kennzeichens über die gesamte Breite des Wagens reichte. Dieses Stilmittel war innovativ und fand sich einige Jahre später beispielsweise beim Alfa Romeo 164 wieder. Neu waren schließlich die Rückspiegel, die sich in einem auffälligen, aerodynamisch verkleideten Gehäuse befanden. Einige – aber nicht alle – Exemplare des Evolution I verwendeten die Türgriffe des Oldsmobile Toronado.
Der Innenraum wurde erheblich aufgewertet. Zwar übernahm der Evolution I den Instrumententräger des Cadillac Eldorado. Anders als in seinem Fall war das Armaturenbrett allerdings mit hochwertigem Echtholz verkleidet. Die Sitze waren mit englischem Leder bezogen. Auf Wunsch konnte eine Stereoanlage, ein Fernsehgerät von Sony mit Videorecorder sowie eine zwischen den Rücksitzen untergebrachte gekühlte Minibar geliefert werden; letztere war mit Kristallgläsern ausgestattet. Die Lackierung bestand aus 30 Schichten, die von Hand aufgetragen wurden.
Als Antriebsquelle diente der unverändert übernommene, 6,0 Liter große Achtzylindermotor von Cadillac, der über eine – in der Praxis problematische – Zylinderabschaltung verfügte. Er leistete 106 kW (144 PS). Damit erreichte das Auto eine Höchstgeschwindigkeit von 165 km/h. Der Kaufpreis des Evolution I lag 1981 in der Basisversion bei 55.000 $ und bei 63.000 $ mit Vollausstattung. Für den gleichen Preis bekam man drei voll ausgestattete Cadillac Eldorado.
Der Produktionsumfang des Evolution I ist nicht geklärt. Pierre Cardin Automotive plante anfänglich, eine Serie von 300 Fahrzeugen herzustellen. Einige fachfremde Publikationen übernehmen diese Angabe ohne Weiteres. Es wird allerdings zumeist bezweifelt, dass ein solcher Produktionsumfang wirklich erreicht wurde. Die (wenigen) verfügbaren Quellen gehen heute davon aus, dass etwa 100 Fahrzeuge hergestellt wurden. In den letzten Jahren wurden diverse Evolution I-Fahrzeuge auf dem amerikanischen Gebrauchtwagenmarkt angeboten. Die angebotenen Fahrzeuge hatten ausschließlich zweistellige Seriennummern. Bislang ist kein Fahrzeug mit einer dreistelligen Seriennummer bekannt.
Mindestens ein Fahrzeug wurde nachträglich in ein Cabriolet umgebaut.